# Dargomyśl, Hạt Myślibórz
Dargomyśl [darˈɡɔmɨɕl] (tiếng Đức: Darmietzel) là một ngôi làng thuộc khu hành chính của Gmina Dębno, thuộc quận Myślibórz, West Pomeranian Voivodeship, ở phía tây bắc Ba Lan. Nó nằm khoảng 4 kilômét (2 mi)  phía tây nam Dębno, 29 km (18 mi) phía tây nam Myślibórz và 78 km (48 mi) phía nam thủ đô khu vực Szczecin.
Làng có dân số 604 người.